# WOWエア
WOWエア（英語: WOW air）はアイスランドの格安航空会社であった。ケプラヴィーク国際空港を拠点に運航していた。2019年3月28日に運航停止を突如発表、すべてのフライトが欠航となった。

## 沿革
2011年11月にアイスランドの実業家であるスクーリ・モーゲンセンが設立。翌年の2012年6月1日に運航を開始した。2012年10月にはアイスランド初の格安航空会社であるアイスランド・エクスプレスを買収し、事業規模を拡大した。
2018年11月5日、アイスランド航空などを保有するアイスランド航空グループが、WOWエアの全株式を取得する契約を締結。買収後もそれぞれのブランドで運航を継続する計画であったが、これを断念。
他の投資会社との交渉も不調に終わる中で運営資金を確保できなかったため、2019年3月28日に全便の運行停止を発表した。最終運航便はレイキャヴィーク発デトロイト行きのWW121便(TF-WIN)だった。

## 就航都市
|  | 拠点空港     |
|  | 季節運航     |
|  | 運航開始予定 |
|  | 運休         |

| 国             | 都市                      | 空港                                                   | 備考                          |
| ヨーロッパ     |                           |                                                        |                               |
| スペイン       | アリカンテ                | アリカンテ＝エルチェ空港                               |                               |
| オランダ       | アムステルダム            | スキポール空港                                         |                               |
| スペイン       | バルセロナ                | バルセロナ＝エル・プラット空港                         |                               |
| ドイツ         | ベルリン                  | ベルリン・シェーネフェルト空港                         |                               |
| イギリス       | ブリストル                | ブリストル空港                                         |                               |
| ベルギー       | ブリュッセル              | ブリュッセル空港                                       | 2017年6月2日より運航開始予定  |
| デンマーク     | コペンハーゲン            | コペンハーゲン空港                                     |                               |
| アイルランド   | コーク                    | コーク空港                                             | 2017年5月19日より運航開始予定 |
| アイルランド   | ダブリン                  | ダブリン空港                                           |                               |
| ドイツ         | デュッセルドルフ          | デュッセルドルフ空港                                   |                               |
| イギリス       | エディンバラ              | エディンバラ空港                                       |                               |
| ドイツ         | フランクフルト            | フランクフルト空港                                     |                               |
| スペイン       | グラン・カナリア          | グラン・カナリア空港                                   |                               |
| イギリス       | ロンドン                  | ロンドン・ガトウィック空港                             |                               |
| フランス       | リヨン                    | リヨン・サン＝テグジュペリ空港                         |                               |
| イタリア       | ミラノ                    | ミラノ・マルペンサ空港                                 |                               |
| フランス       | パリ                      | パリ＝シャルル・ド・ゴール空港                         |                               |
| アイスランド   | レイキャヴィーク          | ケフラヴィーク国際空港                                 |                               |
| オーストリア   | ザルツブルク              | ザルツブルク空港                                       |                               |
| スウェーデン   | ストックホルム            | ストックホルム・アーランダ空港                         |                               |
| スペイン       | テネリフェ                | テネリフェ・スール空港                                 |                               |
| ポーランド     | ワルシャワ                | ワルシャワ・ショパン空港                               |                               |
| 北アメリカ     |                           |                                                        |                               |
| アメリカ合衆国 | ボストン                  | ローガン国際空港                                       |                               |
| アメリカ合衆国 | ロサンゼルス              | ロサンゼルス国際空港                                   |                               |
| アメリカ合衆国 | マイアミ                  | マイアミ国際空港                                       | 2017年4月5日より運航開始予定  |
| カナダ         | モントリオール            | モントリオール・ピエール・エリオット・トルドー国際空港 |                               |
| アメリカ合衆国 | ニューヨーク              | ジョン・F・ケネディ国際空港                            |                               |
| アメリカ合衆国 | ピッツバーグ              | ピッツバーグ国際空港                                   | 2017年6月17日より運航開始予定 |
| アメリカ合衆国 | サンフランシスコ          | サンフランシスコ国際空港                               |                               |
| カナダ         | トロント                  | トロント・ピアソン国際空港                             |                               |
| アメリカ合衆国 | ワシントンD.C. ボルチモア | ボルチモア・ワシントン国際空港                         |                               |

## 機材
全機ストア中となっている。